# 奥特维莱尔 (下莱茵省)
奥特维莱尔（法語：Ottwiller，法語發音：[ɔtvilɛʁ]；莱茵法兰克语：Otwiller）是法国下莱茵省的一个市镇，属于萨韦尔讷区。

## 地理
奥特维莱尔（48°51'52"N, 7°13'46"E）面积5.09 平方千米，位于法国大東部大區下莱茵省，该省份为法国大陆部分最东部的省份，是阿尔萨斯的一部分，今与上莱茵省组成了阿尔萨斯欧洲集体，其南至上莱茵省，西南接孚日省和默尔特-摩泽尔省，西接摩泽尔省，北与德国接壤，东侧沿莱茵河与德国相望。
与奥特维莱尔接壤的市镇（或旧市镇、城区）包括：阿斯维莱尔、德吕林根、洛尔、佩泰尔斯巴克、锡维莱尔。
奥特维莱尔的时区为UTC+01:00、UTC+02:00（夏令时）。

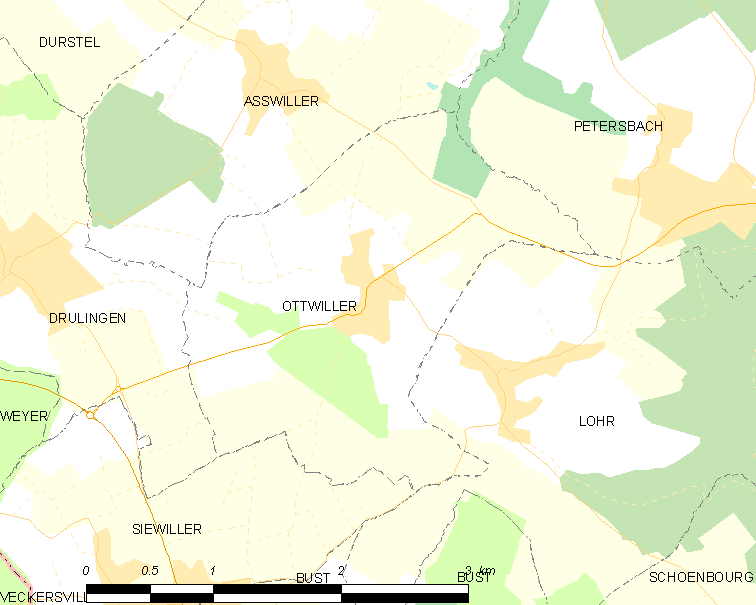
奥特维莱尔的OSM定位图

## 行政
奥特维莱尔的邮政编码为67320，INSEE市镇编码为67369。

## 政治
奥特维莱尔所属的省级选区为英维莱尔县。

## 人口

1962-2008年间奥特维莱尔人口变化图示

奥特维莱尔于2022年1月1日时的人口数量为245人。